# Selektywne podwiązanie tętnic hemoroidalnych pod kontrolą dopplerowską
Selektywne podwiązanie tętnic hemoroidalnych pod kontrolą dopplerowską, DGHAL – metoda leczenia chirurgicznego choroby hemoroidalnej polegającym na wybiórczym podwiązaniu hemoroidalnych naczyń doprowadzających odbywającym pod kontrolą ultrasonografii dopplerowskiej. 

## Metoda
Zabieg jest wykonywany w znieczuleniu miejscowym lub ogólnym. Po wprowadzeniu przez odbyt proktoskopu z głowicą dopplerowską. Po zlokalizowaniu tętnicy doprowadzającej krew do guzka krwawniczego zakłada się na nią podwiązkę, a następnie ponownie kontroluje przepływ.

## Powikłania
Do najczęstszych powikłań należy uczucie bólu lub dyskomfortu w okolicy odbytu oraz krwawienie.

## Skuteczność
Metoda wykazuje wysoką skuteczność w leczeniu II i III stopnia zaawansowania choroby hemoroidalnej, ocenia się, że w ciągu roku u 10% leczonych dochodzi nawrotu krwawienia, a u kolejnych 10% ponownie pojawia się wypadanie guzka. W IV stopniu nawrót pojawia się u 60% leczonych.